# Giardini del Buon Ritiro

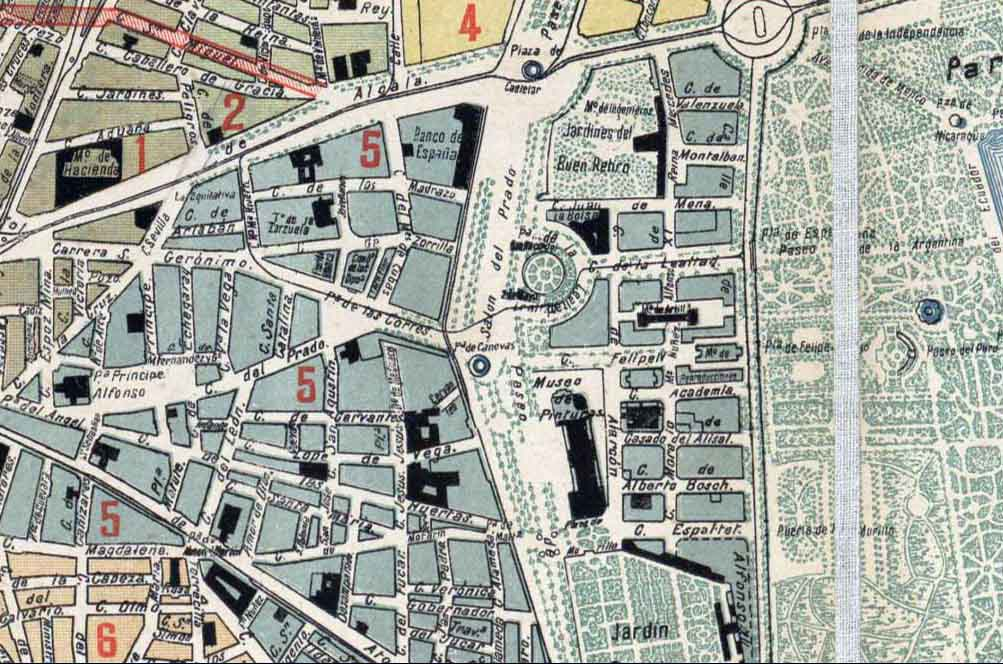
Mappa del 1906 nella quale si vede la posizione originale dei Giardini del Buon Ritiro, prima che fosse costruito el Palacio de Comunicaciones al loro posto

I giardini del Buon Ritiro (Jardines del Buen Retiro) (da non confondersi con il Parque del Retiro) erano dei giardini pubblici di Madrid esistenti alla fine del XIX secolo. 
Si trovavano nell'angolo sud-orientale dell'incrocio tra la calle de Alcalá e il Paseo del Prado, nell'area in cui oggi sorge il Palacio de Comunicaciones.
In origine questa zona apparteneva al Palazzo del Buon Ritiro, nella parte denominata Prado Alto. Nel XIX secolo questi terreni divennero un'area indipendente dai terreni del palazzo e il sito divenne oggetto di forti interessi immobiliari finché, nel 1904, iniziarono i lavori di costruzione del Palacio de Comunicaciones.